# Qingfeng (köping i Kina, Jiangsu)
Qingfeng (kinesiska: 庆丰, 庆丰镇) är en köping i Kina. Den ligger i provinsen Jiangsu, i den östra delen av landet, omkring 190 kilometer nordost om provinshuvudstaden Nanjing. Antalet invånare är 51510. Befolkningen består av 25 483 kvinnor och 26 027 män. Barn under 15 år utgör 12,0 %, vuxna 15-64 år 73 %, och äldre över 65 år 14,0 %.
Genomsnittlig årsnederbörd är 1 041 millimeter. Den regnigaste månaden är juli, med i genomsnitt 248 mm nederbörd, och den torraste är januari, med 19 mm nederbörd.